# Born to Be My Baby
«Born to Be My Baby» — песня американской группы Bon Jovi с их альбома 1988 года New Jersey. В ноябре того же года вышла отдельным синглом. Это был второй сингл с этого альбома, после «Bad Medicine».
В США песня достигла 3-го места (в чарте Billboard Hot 100), в Великобритании сингл достиг 22-го места (в сингловом чарте UK Singles Chart).

## История создания
Песня написана гитаристом группы Ричи Самборой вместе с известным автором-песенником Дезмондом Чайлдом (который был соавтором и ряда других известных хитов группы, среди которых «You Give Love a Bad Name», «Livin’ on a Prayer», «Bad Medicine», «This Ain’t a Love Song».

## Сюжет песни
По теме песня похожа на «Livin’ on a Prayer» (соавтором которой также был Дезмонд Чайлд).
Сайт Songfacts пишет:
[О]на о молодой паре из рабочего класса, с трудом сводящей концы с концами. То, что они вместе, кажется частью божественного плана Господа, так как: «Ты была рождена, чтобы быть моей деткой, и я был создан, чтобы быть твоим мужем. Только Бог знает причины, но я могу поспорить, что у Него должен быть план.»

## История записи
Первоначальная запись песни была чисто акустической, но потом по настоянию продюсера Брюса Фейрберна группа перезаписала в более жёстком хард-роковом ключе с электронными инструментами.
Джон Бон Джови как-то заявлял, что, если бы песня была издана в той первой, акустической версии, она бы достигла номера 1-го в США.

## Видеоклип
Как пишет музыкальный сайт Songfacts, девушка, которая где-то в середине клипа входит в студию и Джон Бон Джови её обнимает, — это Доротея, теперь его жена.

## Приём публики
Песня стала международным хитом в том числе достигла 3-го места в США (в чарте Billboard Hot 100) и 22-го места в Великобритании (в сингловом чарте UK Singles Chart).

## Чарты
| Чарт (1988—1989)                          | Высшая позиция |
| ----------------------------------------- | -------------- |
| Австралия (ARIA)                          | 30             |
| Canada Top Singles (RPM)                  | 8              |
| Ireland (IRMA)                            | 7              |
| Новая Зеландия (Recorded Music NZ)        | 19             |
| Швейцария (Schweizer Hitparade)           | 25             |
| Великобритания (OCC UK Singles)           | 22             |
| U.S. Cash Box                             | 2              |
| США (Billboard Hot 100)                   | 3              |
| US Hot Mainstream Rock Tracks (Billboard) | 7              |
| ФРГ (GfK)                                 | 54             |